# Mark Hjort
Mark Hjort (født 1. januar 1989) er en dansk fodboldspiller.

## Karriere
Mark Hjort startede sin karriere i Ubberud IF.
Han spillede for Serie 1-klubben Ubberud IF i 0-13-nederlaget til Vejle Boldklub den 15. oktober 2012.

## Landsholdskarriere
Han har spillet kampe på det danske U/16-landshold, U/17-landshold, U/18-landshold samt på U/19-landsholdet.